# Punto caldo di Sant'Elena

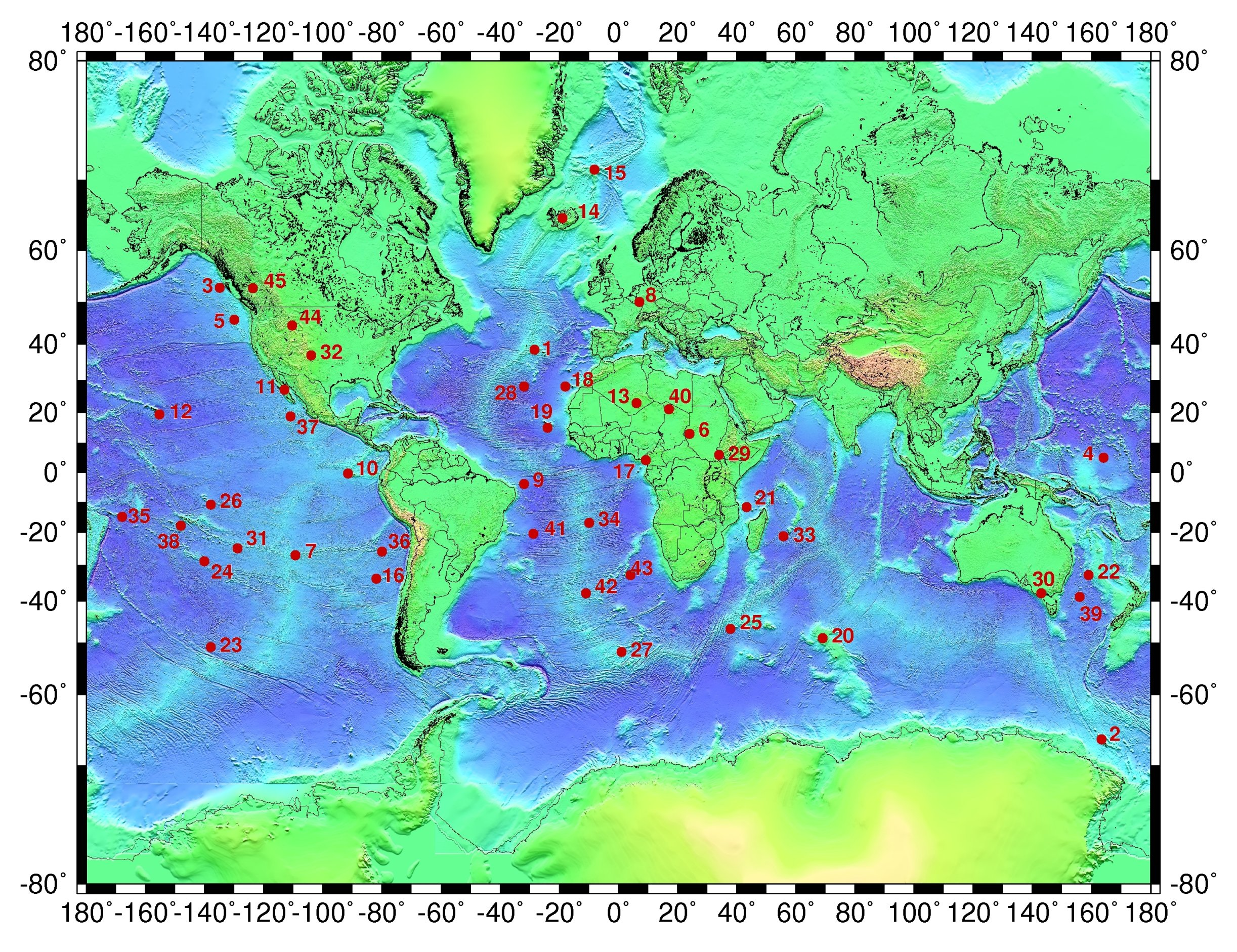
Il punto caldo di Sant'Elena è situato nella parte centrale della mappa, identificato dal numero 34.

Il punto caldo di Sant'Elena è un punto caldo vulcanico situata nella parte meridionale dell'Oceano Atlantico.
È responsabile della formazione dell'isola di Sant'Elena e della catena sottomarina di Sant'Elena. È uno dei più antichi punti caldi conosciuti sulla Terra e iniziò a produrre lava basaltica circa 145 milioni di anni fa.